# Liste der Monuments historiques in Vernoil-le-Fourrier
Die Liste der Monuments historiques in Vernoil-le-Fourrier führt die Monuments historiques in der französischen Gemeinde Vernoil-le-Fourrier auf.

## Liste der Bauwerke
| Bezeichnung               | Beschreibung                  | Standort                  | Kennzeichnung | Schutzstatus | Datum | Bild           |
| ------------------------- | ----------------------------- | ------------------------- | ------------- | ------------ | ----- | -------------- |
| Ehemaliges Priorat        | Erbaut im 15. Jahrhundert     | 4 cours du Prieuré (Lage) | PA00109402    | Inscrit      | 1975  |                |
| Kirche St-Vincent         | Erbaut ab dem 11. Jahrhundert | Rue de l’Église (Lage)    | PA00109401    | Inscrit      | 1969  | weitere Bilder |
| Schloss Ville-au-Fourrier | Erbaut ab dem 15. Jahrhundert | (Lage)                    | PA49000032    | Inscrit      | 2001  |                |

## Liste der Objekte
- Monuments historiques (Objekte) in Vernoil-le-Fourrier in der Base Palissy des französischen Kultusministeriums